# Ôgij nuur
Il lago Ôgij (mongolo: Өгий нуур, Ôgij nuur) è un lago d'acqua dolce nella Provincia dell'Arhangaj orientale, Distretto di Ôgij nuur, nella Mongolia centrale. 
Il lago si trova nella valle del fiume Orhon, cui è collegato da un canale.
È ricco di pesci: (persico, luccio, scardola). È conosciuto anche per l'avifauna (gru, anatre) che migrano nell'area alla fine di aprile. Ci sono molti accampamenti di ger attorno al lago essendo una delle attrazioni turistiche della Mongolia.